# Raina Cneaghina

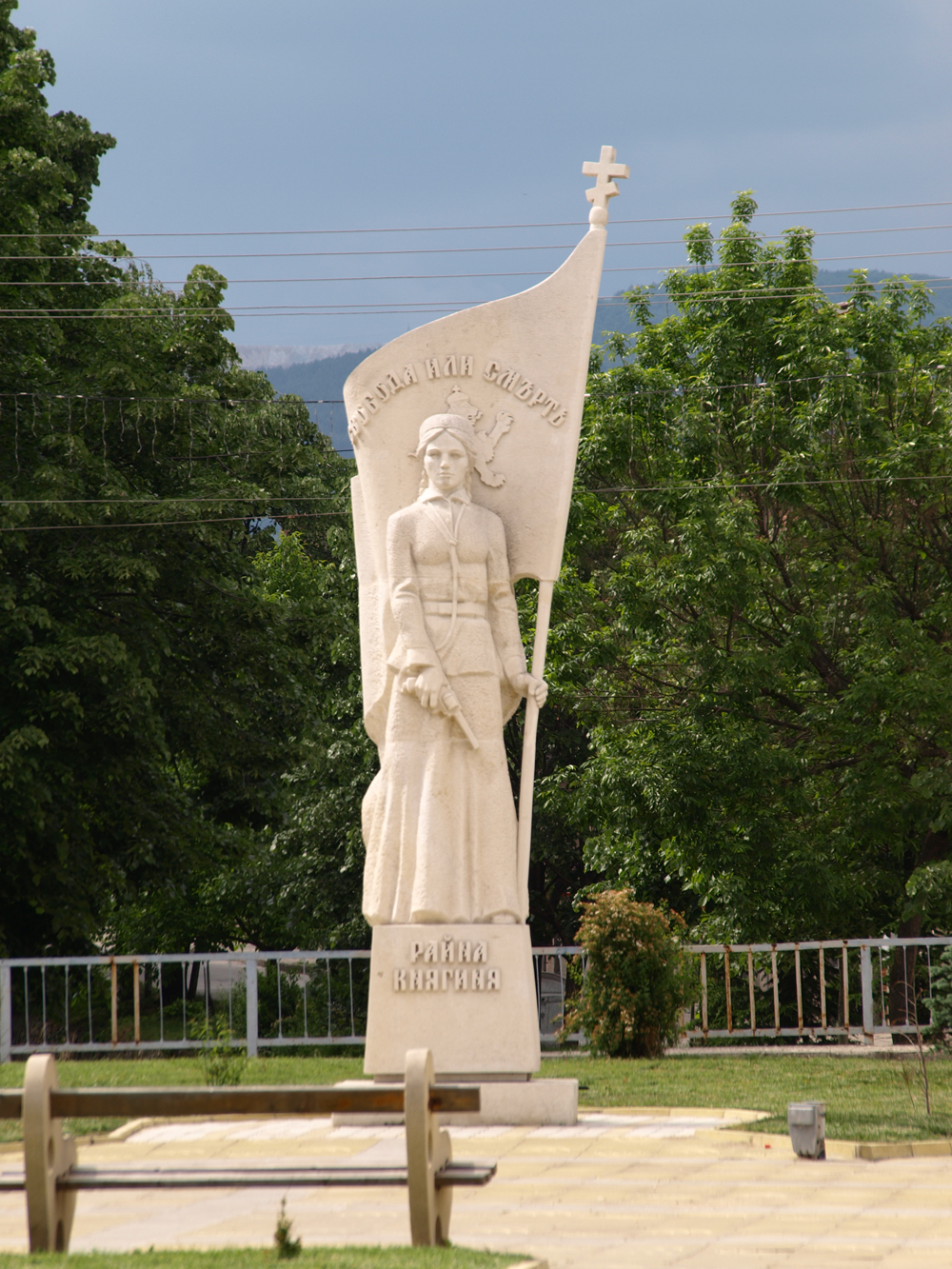
Un monument al Rainei Cneaghina din Panaghiuriște

Raina (Raikia) Popgheorghieva Futekova-Dipcieva , cunoscută sub numele de Raina Cneaghina, a fost o profesoară, moașă bulgară și eroină națională care a cusut drapelul rebel principal al organizației revoluționare din Panaghiuriște pentru răscoala din aprilie.  În ziua declarării începutului revoluției, a fluturat drapelul alături de Gheorghi Benkovski.

## Biografia
Raina Futekova s-a născut la 18 ianuarie (6 ianuarie pe stil vechi) în 1856,  în Panaghiuriște.  Rakia este numele de naștere al Rainei Cneaghina și ea are mai multe documente în familia ei care dovedesc acest fapt.  Ea a devenit cunoscută sub numele de Raina după întoarcerea ei din Rusia. 
În anii de școală, Raina Popgheorghieva Futekova a fost aleasă de comunitatea bulgară în rândul elevilor din Panaghiuriște pentru a-și continua studiile la Școala de fete din Stara Zagora cu sprijinul comunei.  Ca o fetiță energică și inteligentă, alegerea ei și a colegului ei de clasă - ca viitori profesori în oraș.  
După răzvrătirea din aprilie, a fost capturată de turci și supusă unor suferințe grave: în închisoarea de la Plovdiv au fost suferit în mod repetat bătăi, violuri și privare de pâine și apă mai mult de o lună. Pentru participarea la revoltă și închisoare ulterioară, Zahari Stoianov o menționează în notițele despre revoltele bulgare. Raina este prezentă și în rapoartele lui Januarius MacGahan. 
După intervenția diplomaților europeni, Raina a fost eliberată și trimisă să studieze la Moscova . Acolo a studiat 3 ani de medicină și a devenit moașă - primul absolvent din Bulgaria. Ea scrie "Curriculum Vitae" , mai întâi în limba rusă . Numai în 1934 a fost tradus în limba bulgară , aceasta fiind prima carte despre revolta din aprilie. La Moscova, Raina a reușit să organizeze prin intermediul femeilor din Comitetul de Caritate al Femeilor, educația a 32 orfani din Panaghiuriște, inclusiv fratele ei mai mic. 
Raina Futekova a fost invitată de Mitropolitul Clement ca profesoară la Târnovo .  Trei ani mai târziu s-a întors la Panaghiuriște și s-a căsătorit cu Vasil Dipcev, primar al orașului.  Ei s-au mutat în Plovdiv, dar în timpul lui Stefan Stambolov, Dipcev nu și-a găsit un loc de muncă. 
Raina și Vasil Dipcev au avut 5 fii - 4 dintre ei au devenit ofițeri ai armatei bulgare - generalul Ivan Dipcev , Gheorghi Dipchev, Vladimir Dipcev și colonelul Asen Dipcev . Raina adoptă o fată - Ghina. În 1898 Vasil Dipchev a fost ales deputat și familia s-a mutat în Sofia  El a murit în curând ca urmare a persecuției politice și a bătăii în Moscheea Neagră, iar Raina a rămas cu 3 copii, cel mai mare dintre aceștia fiind de 13 ani.  Aceasta lucrează în cartierele „Orlandovți“ și „Malașevți.“  Ea păstrează legături strânse cu Veneta, văduva lui Hristo Botev. 
În ciuda sănătății sale înrăutățite, a soțului decedat și a celor 6 copii, ea a acționat neobosit pentru femeile sărace și datorită implicării a diplomați și alți oameni mai bogați și mai cunoscuți, a reușit să construiască Maternitatea de la Sofia, actualul Centru Național de Transfuzie Hematologia, cunoscut și astăzi cu numele de Maternitate, continuă să transporte grădina din apropiere de pe bulevardul Hristo Botev, chiar în fața Gării Centrale.  
A murit în vârstă de 61 de ani la Sofia la 29 iulie 1917

## Familia
Format:Футекови-Дипчеви Fiul ei cel mare, Ivan, s-a născut în 1885. A absolvit cu mare succes școala militară cu clasa a 25-a și apoi cu Academia Generală. El a participat la cele trei războaie pentru unificarea națională. Apare în bătăliile împotriva turcilor lângă Çatalca în timpul primului război balcanic. Pentru eroism dovedit, există 5 ordine de curaj și medalii pentru meritul militar. El ajunge la rangul de general. Puterea comunistă la reprimat. El a fost în tabere pentru o vreme. În 1954  la Troian a fost încercat să participe la urmărirea detașării jafului anarhistului Vasil Gheroia și Docio Uzunov, declarată de eroii comuniștilor.  El este condamnat la moarte.  Ulterior, sentința a fost înlocuită cu închisoare pe viață.  A murit în tabăra de lângă Lovech. 
Cel de-al doilea fiu, Gheorghe, s-a născut în 1889.  A absolvit Școala Maritimă din Varna. În timpul războiului balcanic a servit ca șofer al deținătorului de torpilă Drazki și a apărut în torpilarea croazierului turc "Hamidie". 
Al treilea fiu, Vladimir, s-a născut în 1891 și a devenit militar. A absolvit cea de-a 31-a Școală Militară Elementară. Participă la războaie. Apare în atacul cetății Edirne la 13 martie 1913. A participat la războaiele inter-aliate și la primul război mondial. Se întoarce ca un erou cu 3 ordine de curaj. După 9 septembrie 1944, comuniștii l-au lichidat. El dispare fără un loc de muncă pe 10 octombrie 1944  Se crede că a fost împușcat fără încercare și sentință. 
Al patrulea fiu, Petăr, a murit foarte tânăr. În 1907, abia în vârstă de 15 ani, s-a împușcat accidental, jucându-se cu arma fratelui său. 
Al cincilea fiu Asen s-a născut în 1894. În timpul primului război mondial a fost student la liceu, dar a plecat și a plecat voluntar pe front. Este un erou în atacul fortăreței Tutrakan din septembrie 1916. Asen Dipchev este unul dintre primii bulgari care au intrat în această fostă cetate românească, cântând imnul Dobrogei Dobrudja. El a fost distins cu o ordine curajoasa. Apoi a absolvit liceul. El a devenit un janker la Școala Militară. A absolvit cu un curs accelerat. Este din nou în față. A participat la bătăliile Doiran și Dobro Pol în septembrie 1918. După război sa alăturat Uniunii Militare. A luat parte la lovitura de stat pe 9 iunie 1923. Adjutant era pe Cap. Harlakov, acuzat de uciderea lui Alexander Stamboliiski. După 9 septembrie 1944, el a fost în tabere de mai mulți ani. A murit în Burgas în 1964. 

## Drapelul
Rayna Futekova are doar 20 de ani, profesor principal la Școala de Fete Panaghiuriște, când Gheorghi Benkovski îi oferă să coasă steagul Revoltei din aprilie. 
Leul pavilionului a fost pictat de Stoian Karaleev (Baneneța), după modelul leului, tipărit pe coperta Statutului BRȚK , iar scrisorile sunt scrise de Ivancio Zografa . În plus față de inscripția " Libertatea sau moartea " , există două litere "P" și "O" (pentru districtul Panaghiuriște) în partea de jos. 
Pe 22 aprilie - ziua inaugurării drapelului - Raina Futekova a pregătit ciucurii . Dimensiunea drapelului este de 2 1,5 metri lungime, are 2 fețe și este violet cu o bandă dungată. 
Este sfințită de preoții din oraș și din satele înconjurătoare.  Raina descrie procesiunea după consacrarea drapelului după cum urmează: 
"În a doua zi de libertate, drapelul a fost terminat. Apoi, la voința cetățenilor, a trebuit să o iau în mână, să-i iau o sabie și un revolver și să stau pe un cal ales să traverseze întregul oraș și să spună mulțimii că jugul turc cu cinci ochi a fost respins pentru totdeauna. A fost cea mai sărbătorită zi a libertății noastre pe termen scurt. Oameni bătrâni, împreună cu copiii mici, a mers peste tot după mine, cântând cântece populare favorite. Femeile, fetele și bătrânii ne-au aruncat atât de multe buchete parfumate și colorate, încât întregul drum a fost pavat cu ele ca un covor magnific. Strigătele "Ura! "Și" Trăiască! "Nu s-au terminat. Această procesiune solemnă a continuat până seara. "
Pentru a sărbători cea de-a 25-a aniversare a revoltei din aprilie, Raina Knyaginya a cusut 3 steaguri noi - copii ale originalului. Doar două dintre ele sunt păstrate - acum aprinse în Muzeul de Istorie Militară din Sofia și în casa sa natală din Panaghiuriște), al treilea exemplar ars în timpul bombardamentului de la Sofia în timpul celui de- al Doilea Război Mondial . 

## Memoria
Casa natală a Rainei Cneaghina din orașul Panaghiuriște a fost transformată într-un muzeu și se numără printre cele 100 de locuri turistice naționale ale Uniunii turistice bulgare . 
Pe 2 mai 2006  este dezvelit un monument al Rainei Cneaghina din Panaghiuriște. 
Piscul de pe Insula Livingston din Insulele Shetland de Sud , Antarctica este numit după Raina Cneaghina. 

## Publicații
- Autografe pentru profesori Reinhas Georgiyevo, прозванной турками Болгарскою королевной. Traducerea Bolgarinei Bolgarina M. Editura Дамскаго Отдленія Славянского Благотворительнаго Комитета. Moscova, 1877; Rayna Princess. (CV). Preval. T. Panayotova. S., 1935
- Rayna Princess. Curriculum vitae, documente și materiale. Race. V. Paskaleva, R. Patchanova. C.: Știința și arta, 1976

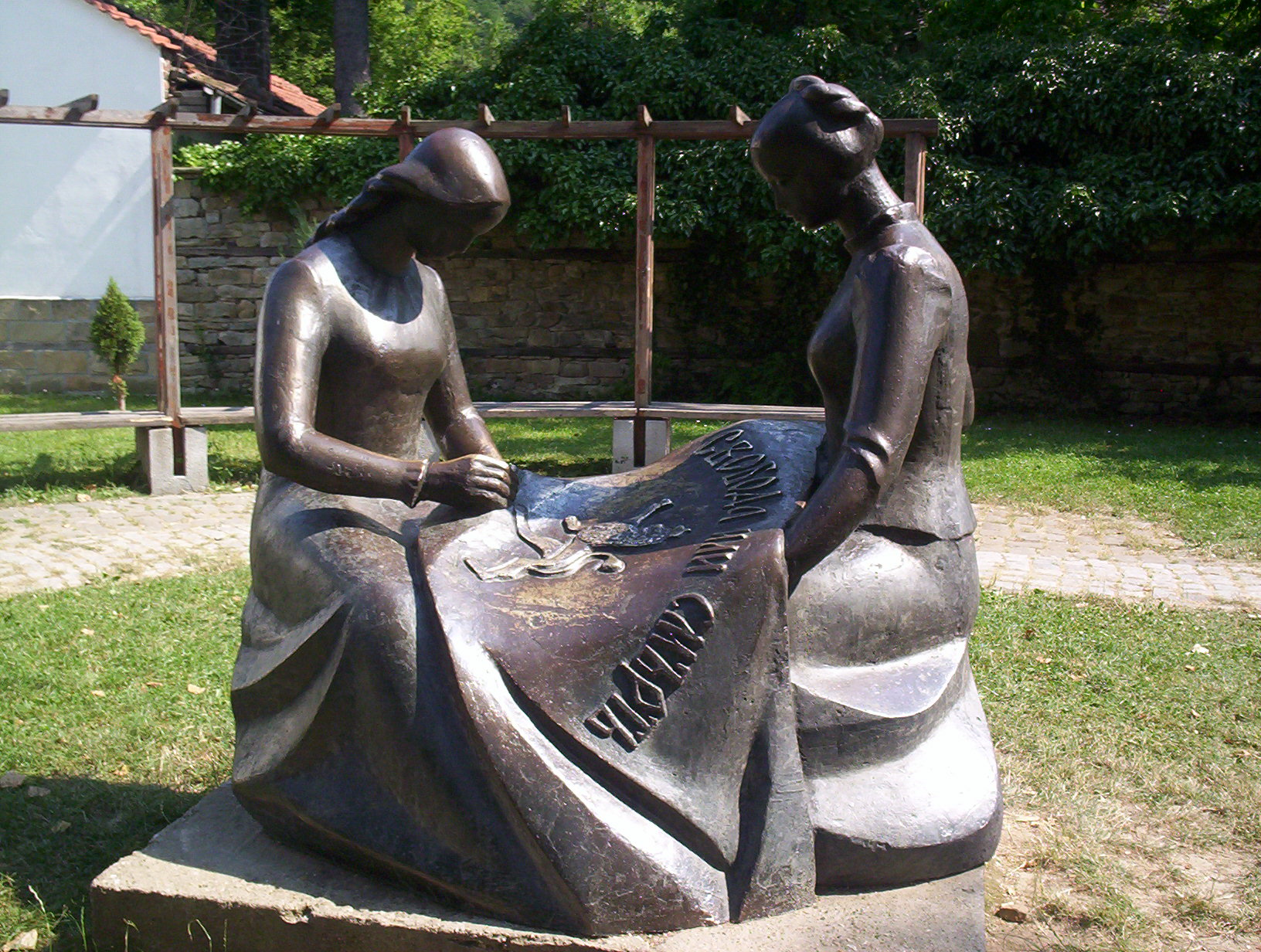
Raina Cneaghina coase steagul

## Legături externe
- Cântecul pentru Raina Cneaghina